# Bartolo Colón
Bartolo Colón (Altamira, 24 maggio 1973) è un giocatore di baseball dominicano con cittadinanza statunitense, lanciatore per gli Acereros de Monclova della Liga Mexicana de Béisbol.
Soprannominato Big Sexy, in precedenza ha giocato nella MLB per i Cleveland Indians (1997–2002), i Montreal Expos (2002), i Chicago White Sox (2003, 2009), i Los Angeles Angels of Anaheim (2004–2007), i Boston Red Sox (2008), i New York Yankees (2011), gli Oakland Athletics (2012–2013), i New York Mets (2014–2016) e gli Atlanta Braves (2017).
Colón ha vinto il Cy Young Award dell'American League con gli Angels nel 2005, dopo avere guidato la lega in vittorie. È stato convocato quattro volte per l'All-Star Game.
All'età di 44 anni, Colón è il giocatore più anziano in attività nella Major League Baseball e l'ultimo ad avere giocato per i Montreal Expos. Colón è diventato inoltre il più vecchio giocatore della MLB a battere il suo primo fuoricampo, all'età di 42 anni. È inoltre uno dei 18 lanciatori nella storia della MLB ad aver ottenuto almeno una vittoria contro tutte le franchigie della lega.
Il 30 settembre 2014, Colón e sua moglie hanno ottenuto la cittadinanza americana.

## Minor League
Colon firmò il 26 giugno 1993 con i Cleveland Indians, come free agent non scelto al draft. Nel 1994 iniziò la sua carriera in Minor League, a livello rookie, con i Burlington Indians, chiudendo con 7 vittorie e 4 sconfitte, 3.14 di media PGL (ERA) e .192 alla battuta contro di lui in 12 partite tutte da partente (66 inning).
Nel 1995 passò con i Kinston Indians (livello A+), chiudendo con 13 vittorie e 3 sconfitte, 1.96 di ERA e .202 alla battuta contro di lui in 21 partite tutte da partente (128.2 inning).
Nel 1996 chiuse il suo primo periodo in Minor League, disputando 21 partite (77 inning) tra i Buffalo Bisons (AAA) e i Canton-Akron Indians (AA) e finendo con 2 vittorie e altrettante sconfitte, 2.57 di ERA e .211 alla battuta contro di lui.
Promosso in Major League all'inizio del 1997, nei vent'anni seguenti ha comunque trascorso alcuni brevi periodi nelle leghe minori, disputandovi tra il 1997 e il 2017 altre 41 partite (156.1 inning), con un record vittorie-sconfitte di 15-6.

## Major League

### Cleveland Indians (1997-2002)
Debuttò nella MLB il 4 aprile 1997, all'Anaheim Stadium contro gli Anaheim Angels. Chiuse la sua prima stagione con 4 vittorie e 7 sconfitte, 5.65 di ERA e .286 alla battuta contro di lui in 19 partite di cui 17 da partente incluso in incontro giocato interamente (94 inning). Nel 1998 chiuse con 14 vittorie e 9 sconfitte, 3.71 di ERA (10° nella American League) e .260 alla battuta contro di lui in 31 partite tutte da partente (204 inning) inclusi 6 incontri completi (5° della AL) di cui 2 senza subire punti.
Nel 1999 finì con 18 vittorie (2° nella AL) e 5 sconfitte, 3.95 di ERA (7° nella AL), 1.27 di WHIP (4° nella AL) e .242 alla battuta contro di lui (4° nella AL) in 32 partite tutte da partente (205 inning) incluso un incontro giocato interamente senza subire punti (6° nella AL). Nel 2000 terminò con 15 vittorie (9° nella AL) e 8 sconfitte, 3.88 di ERA (5° nella AL), 212 strikeout (2° nella AL) e .233 alla battuta contro di lui (3° nella AL) in 30 partite tutte da partente (188 inning) inclusi 2 incontri giocati interamente di cui uno senza subire punti (4° nella AL).
Nel 2001 finì con 14 vittorie e 12 sconfitte, 4.09 di ERA, 201 strikeout (5° nella AL) e .261 alla battuta contro di lui in 34 partite tutte da partente (3° nella AL; 222.1 inning) incluso un incontro giocato interamente. Nel 2002 chiuse con 10 vittorie e 4 sconfitte, 2.55 di ERA e .245 alla battuta contro di lui in 16 partite tutte da partente (116.1 inning) inclusi 4 incontri giocati interamente (5° nella AL) di cui 2 senza subire punti.

### Montreal Expos (2002)
Il 27 giugno 2002 venne acquistato insieme a Tim Drew per Cliff Lee, Brandon Phillips, Grady Sizemore e Lee Stevens, finendo con 10 vittorie e 4 sconfitte, 3.31 di ERA e .259 alla battuta contro di lui in 17 partite tutte da partente, inclusi 4 incontri giocati interamente (5° nella AL) di cui uno senza subire punti (117 inning).

### Prima volta con i Chicago White Sox (2003)
Il 15 marzo 2003 venne acquistato insieme al giocatore della MiLB Jorge Nunez, per Rocky Biddle, Orlando Hernández e Jeff Liefer più soldi. Firmò un contratto annuale, terminò con 15 vittorie e 13 sconfitte, 3.87 di ERA, 173 strikeout (7° nella AL), 1,20 WHIP (9° nella AL) e .248 alla battuta contro di lui in 34 partite tutte da partente (5° nella AL; 242 inning, 2° nella AL) inclusi 9 incontri giocati interamente (1° nella AL). Il 27 ottobre divenne free agent.

### Los Angeles Angels of Anaheim (2004-2007)
Il 10 dicembre 2003, Colon firmò con gli Anaheim Angels un contratto quadriennale per un valore totale di 51 milioni. Chiuse con 18 vittorie (3° nella AL) e 12 sconfitte, 5.01 di ERA e .265 alla battuta contro di lui in 34 partite tutte da partente (3° nella AL; 208.1 inning). Nel 2005 guidò l'American League con 21 vittorie e 8 sconfitte, 3.48 di ERA (8° nella AL), 157 strikeout (8° nella AL), 1.16 di WHIP (3° nella AL) e .254 alla battuta contro di lui in 33 partite tutte da partente (8° nella AL), incluse 2 gare complete, venendo premiato con il Cy Young Award come miglior lanciatore della lega.
Nel 2006 finì con una vittoria e 5 sconfitte, 5.11 di ERA e .306 alla battuta contro di lui in 10 partite tutte da partente, incluso un incontro giocato interamente (senza subire punti (56.1 inning). Nel 2007 finì con 6 vittorie e 8 sconfitte, 6.34 di ERA e .320 alla battuta contro di lui in 19 partite di cui 18 da partente (99.1 inning). Il 29 ottobre divenne free agent.

### Boston Red Sox (2008)
Il 24 febbraio 2008 firmò per un anno con i Boston Red Sox. Chiuse con 4 vittorie e 2 sconfitte, 3.92 di ERA e .282 alla battuta contro di lui in 7 partite tutte da partente (39 inning). Il 31 ottobre divenne free agent.

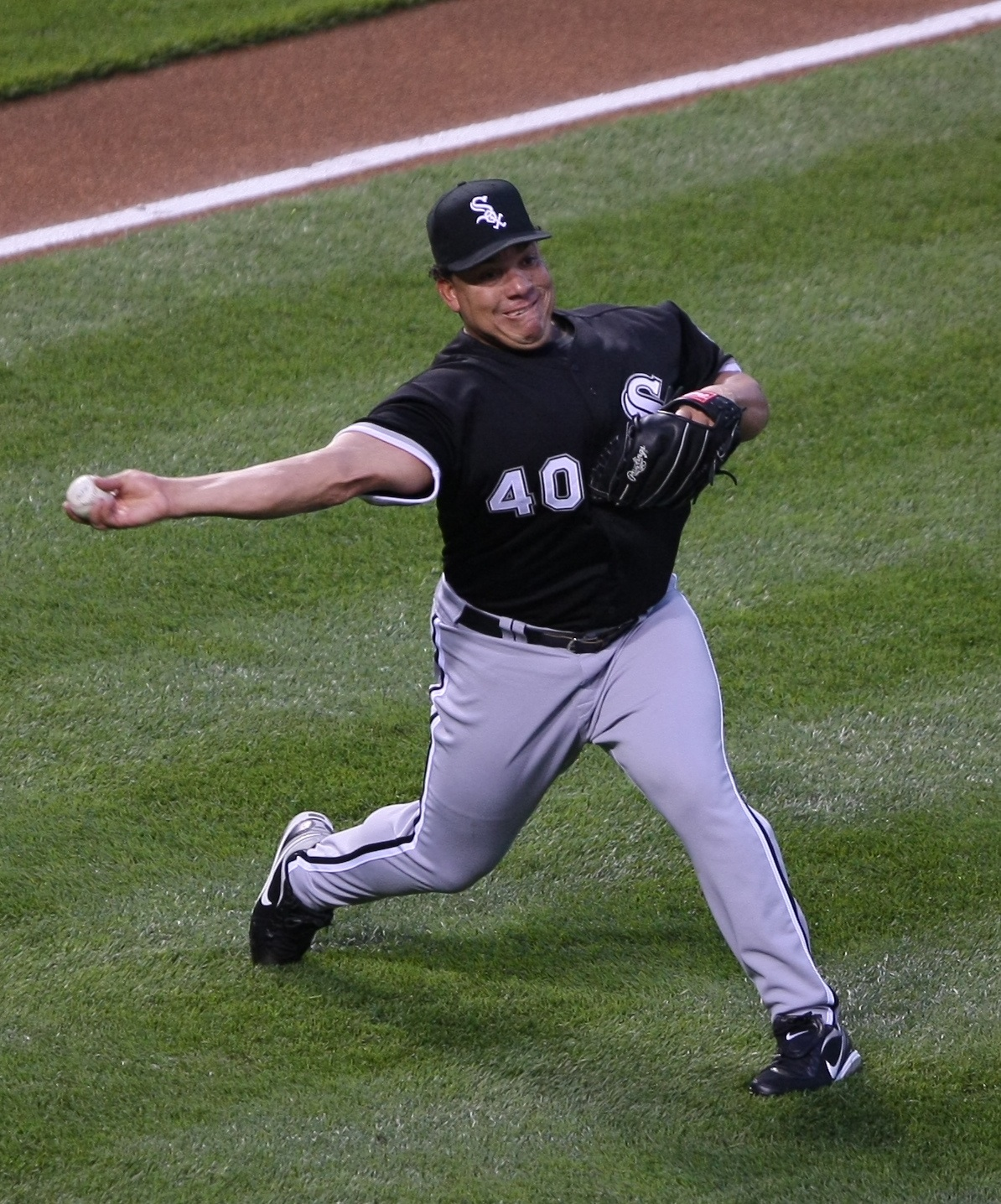
Bartolo Colón con i Chicago White Sox nel 2009

### Seconda volta con i Chicago White Sox (2009)
Il 14 gennaio 2009 firmò per un anno, il 16 settembre venne svincolato, terminando con 3 vittorie e 6 sconfitte, 4.19 di ERA e .280 alla battuta contro di lui in 12 partite tutte da partente (62.1 inning).

### Infortunio (2010)
Colón non partecipò alla stagione 2010 a causa di persistenti dolori alla spalla e al gomito destro, provocati da lesioni alla cuffia dei rotatori, ai legamenti e ai tendini. In marzo gli vennero trapiantate cellule staminali per riparare i tessuti danneggiati della spalla. Il chirurgo ortopedico che eseguì l'intervento chirurgico affermò di aver utilizzato l'ormone della crescita umana nei precedenti interventi chirurgici dello stesso tipo, ma non con Colón. L'intervento fu esaminato da MLB, ma non furono rinvenute irregolarità.

### New York Yankees (2011)
Il 26 gennaio 2011 firmò per un anno. Terminò con 8 vittorie e 10 sconfitte, 4.00 di ERA e .267 alla battuta contro di lui in 29 partite di cui 26 da partente incluso un incontro giocato interamente (8° nella AL) senza subire punti (164.1 inning). Il 30 ottobre divenne free agent.

### Oakland Athletics (2012-2013)
Il 26 gennaio 2012 firmò per un anno. Chiuse con 10 vittorie e 9 sconfitte, 3.43 di ERA e .266 alla battuta contro di lui in 24 partite tutte da partente (152.1 inning). Il 29 ottobre divenne free agent. Il 3 novembre rifirmò per un altro anno. Chiuse con 18 vittorie (2° nella AL) e 6 sconfitte, 2.65 di ERA (2° nella AL) e .264 alla battuta contro di lui in 30 partite (190.1 inning) tutte da partente, inclusi 3 incontri giocati interamente (3° nella AL) senza subire punti (1° nella AL). Il 31 ottobre divenne free agent.

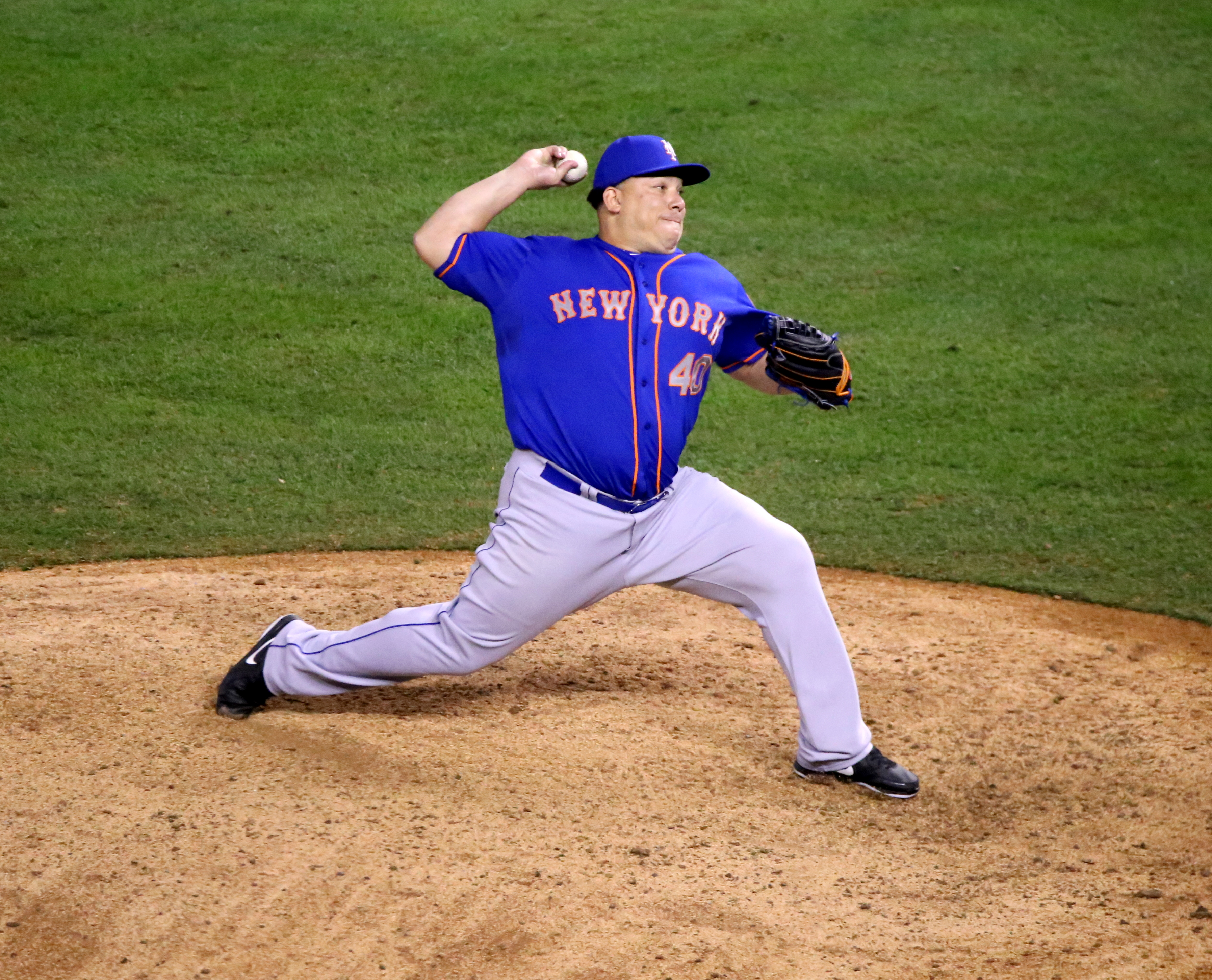
Bartolo Colón alle World Series 2015 con i New York Mets

### New York Mets (2014-2016)
L'11 dicembre 2013 firmò per 2 anni per un totale di 20 milioni di dollari. L'8 aprile contro gli Atlanta Braves ottenne la sua prima vittoria stagionale, giocando 7 inning con 2.08 di ERA, 5 strikeout, 6 valide concesse e .273 alla battuta contro di lui. Il 24 aprile contro i St. Louis Cardinals ottenne la seconda vittoria stagionale, giocando 7 inning con 4.50 di ERA, 8 strikeout, 4 valide subite e un punto concesso. Chiuse la stagione 2014 con 15 vittorie e 13 sconfitte, 4.09 di ERA e .273 alla battuta contro di lui in 31 partite tutte da partente (202.1 inning).
Nel 2015 finì com 14 vittorie e 13 sconfitte, .281 alla battuta contro di lui in 33 partite di cui 31 da partente (194.2 inning).
Il 7 maggio 2016 Colòn ha registrato il suo primo fuoricampo in carriera contro i San Diego Padres, contro il lanciatore James Shields. Questo rappresenta un record, infatti diviene il giocatore più anziano ad aver messo a segno il suo primo fuoricampo, all'età di 42 anni e 349 giorni. Chiuse la stagione con 15 vittorie e 8 sconfitte, .268 alla battuta contro di lui in 34 partite di cui 33 da partente (191.2 inning), usando prevalentemente una two-seam fastball con una media di 87,62 miglia orarie.

### Atlanta Braves e Minnesota Twins (2017)
L'11 novembre 2016 Colón ha firmato come free agent con gli Atlanta Braves. Dopo una prima parte di 2017 difficile, con un record di 2-8 e 8.14 di ERA, il 4 luglio è stato tagliato dall’organico dei Braves.
Il 7 luglio 2017 Colón ha firmato con i Minnesota Twins. Il 18 luglio è stato chiamato in prima squadra, per giocare come lanciatore partente contro i New York Yankees. Il 4 agosto, nella partita vinta contro i Texas Rangers, è rimasto sul monte di lancio per 9 inning interi e, con i suoi 44 anni, è diventato il giocatore più anziano dell’American League a vincere una partita completa dai tempi di Nolan Ryan, che nel 1992 vi riuscì all'età di 45 anni. Il 20 agosto, grazie alla sua prima vittoria in carriera sugli Arizona Diamondbacks, Colón è diventato il 18º lanciatore della Major League a sconfiggere almeno una volta tutte le 30 franchigie del campionato.

### Texas Rangers (2018)
Il 4 febbraio 2018, Colón sottoscrisse un contratto di Minor League con i Texas Rangers, con invito allo spring training incluso. Divenne free agent a fine stagione. Nel 2019 non firmò con alcuna squadra.

## Campionato messicano

### Acereros de Monclova (2020-)
Il 14 febbraio 2020, Colón firmò un contratto con gli Acereros de Monclova della Liga Mexicana de Béisbol. Apparve anche nel 2021, disputando la sua prima partita stagione il 21 maggio, in cui lanciò per 5 inning, concedendo 5 valide e un punto.

## Nazionale
Colón ha partecipato con la Nazionale Dominicana al World Baseball Classic 2006 e 2017.

## Palmarès
- Cy Young Award: 1

2005
- MLB All-Star: 4

1998, 2005, 2013, 2016

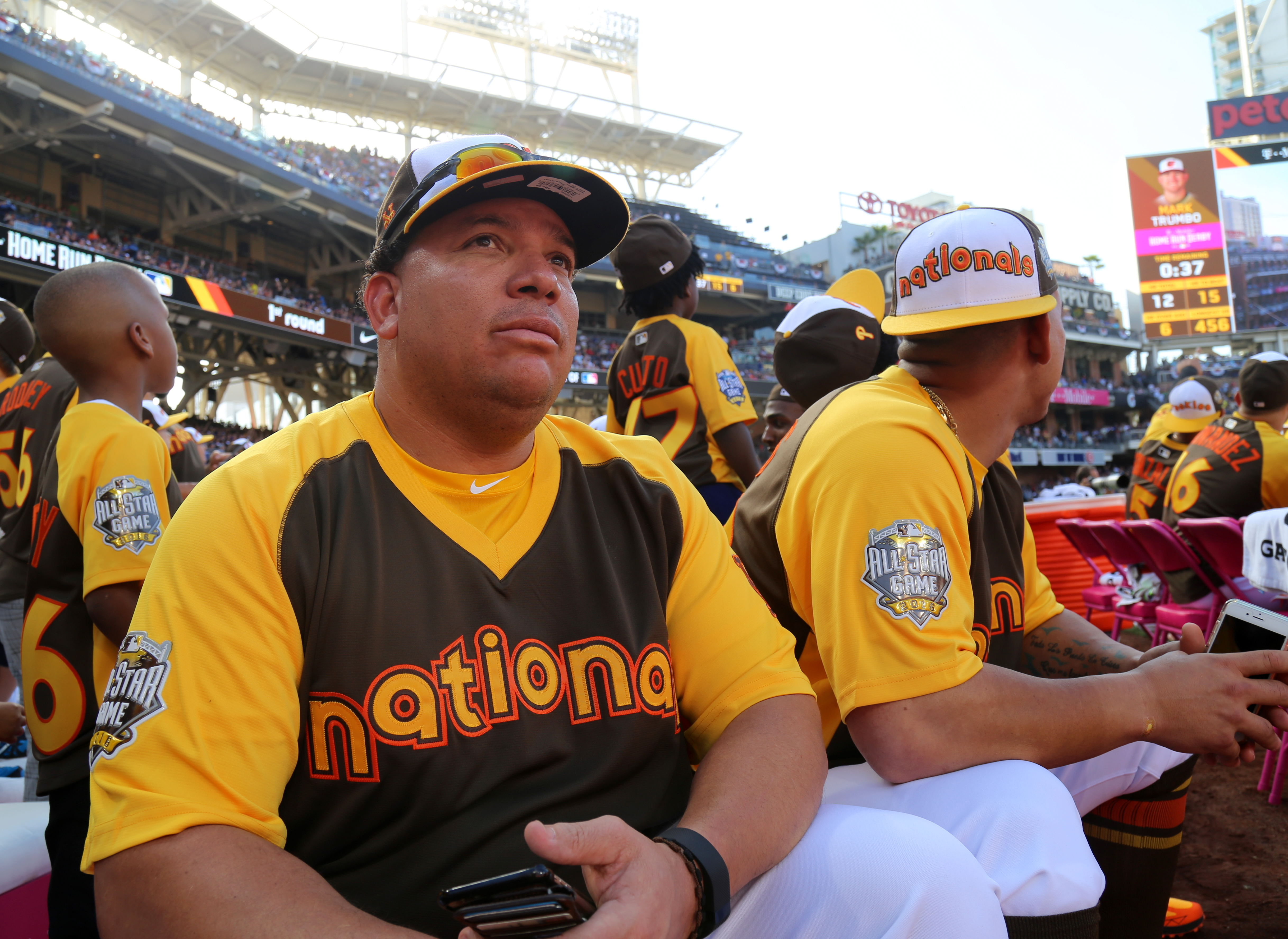
Bartolo Colón all'All-Star Game 2016

- Leader dell'American League in vittorie: 1

2005